# Мадагаскар 2: Бег у Африку
Мадагаскар 2: Бег у Африку (енгл. Madagascar: Escape 2 Africa) је америчка рачунарски-анимирана филмска комедија из 2008. године, снимљена у продукцији Дримворкс анимејшон и дистрибуцији Парамаунт пикчерса. Наставак је филма Мадагаскар и други је наставак у истоименој франшизи. Гласове и у овом филму позајмљују Бен Стилер, Крис Рок, Дејвид Швимер, Џејда Пинкет Смит, Саша Барон Коен, Седрик Те Ентертајнер, Енди Ричер и Елиза Габријели, а у новим улогама се појављују Берни Мак, Алек Болдвин, Шери Шеперд и Вил Ај Ем.
Филм је реализован 7. новембра 2008. године и зарадио је преко 603 милиона $, што га је учинило шестим најуспешнијим филмом из те године. Наставак, Мадагаскар 3: Најтраженији у Европи, премијерно је приказан 2012. године.

## Радња
Алекс, Марти, Мелман, Глорија, краљ Џулијен, Морис, пингвини и шимпанзе решили су да оду са Мадагаскара и врате се у свој удобни градски живот у зоо-врту. Да би напустили далеко острво, ови Њујорчани су сковали сулуд план, који им може и поћи за руком. Војном прецизношћу пингвини су, у неку руку, поправили стари срушени авион. Али, ова чудновата дружина је ваздуху остала тек толико да стигне до простране равнице дивље Африке, где су први пут упознали припаднике своје врсте.

## Улоге
| Име лика          | Енглески глас         | Српски глас         |
| ----------------- | --------------------- | ------------------- |
| Алекс             | Бен Стилер            | Иван Јевтовић       |
| Марти             | Крис Рок              | Дубравко Јовановић  |
| Мелман            | Дејвид Швимер         | Небојша Миловановић |
| Глорија           | Џејда Пинкет Смит     | Катарина Жутић      |
| Краљ Џулијан XIII | Саша Барон Коен       | Младен Андрејевић   |
| Морис             | Седрик Те Ентертајнер | Милан Антонић       |
| Зуба              | Берни Мак             | Феђа Стојановић     |
| Флори             | Шери Шеперд           | Даница Максимовић   |
| Макунга           | Алек Болдвин          | Драган Вујић        |
| Бака              | Елиза Габријели       | Милена Дравић       |
| Мото Мото         | Вил Ај Ем             | Андреј Срећковић    |
| Мајор             | Том Макграт           | Бранислав Зеремски  |
| Ковалски          | Крис Милер            | Марко Марковић      |
| Мејсон            | Конрад Вернон         | Мирољуб Турајлија   |